# Герсем
Герcем (Гершем, Гершам) или Абджар (?-614) — царь Аксума, правивший в конце VI — начале VII века. При нём Аксумское царство, являлось христианским союзником Византийской империи.
Предположительно сын царя Калеба и брат царя Аксума Израэля.
Известен прежде всего благодаря монетам, отчеканенным во время его правления. Он — один из нескольких аксумских царей с библейским именем, среди других — Иоэль, Калеб, Израэль и, вероятно, Ной. Историк Ричард Панкхерст упоминает имя этого царя как ранний пример иудейского влияния в эфиопской культуре.
Историки предполагают, что Герсем был последним аксумским царём, чеканившим монеты из золота.
Ему наследовал сын Асхама ибн Абджар (Армах).